# Folwark (Czajęcice)
Folwark – część wsi Czajęcice w Polsce, położona w województwie świętokrzyskim w powiecie ostrowieckim w gminie Waśniów.
W latach 1975–1998 Folwark administracyjnie należał do województwa kieleckiego.